# گدزدن ۱۳۵۵۱
سیارک ۱۳۵۵۱ (به انگلیسی: 13551 Gadsden، نامگذاری:1992FL1) سیزده هزار و پانصد و پنجاه و یکمین سیارک کشف شده‌است که در ۲۶ مارس ۱۹۹۲ کشف شد.
قدر مطلق سیارک برابر ۸.۱ است.